# Nyctiplanes
Nyctiplanes là một chi bướm đêm thuộc họ Crambidae.